# Carlina Pereira
Carlina Fortes Pereira (c. 1926 - Praia, 11 de diciembre de 2011) fue una activista y política caboverdiana perteneciente al movimiento de independencia del país durante la era colonial portuguesa. Tras la independencia, se convirtió en la primera dama de Cabo Verde.

## Trayectoria
Como combatiente por la libertad de Cabo Verde. Pereira se casó con Aristides Pereira, futuro presidente de Cabo Verde. Durante la década de 1960, se mudó del Cabo Verde portugués a Conakri, Guinea, donde su esposo, miembro del independentista Partido Africano para la Independencia de Guinea y Cabo Verde (PAIGC), ya vivía en el exilio. Trabajó en la secretaría del PAIGC, ayudando a organizar las cuentas del partido.
Carlina Pereira se convirtió en la primera primera dama de Cabo Verde en 1975 tras la independencia de Portugal. Ese mismo año, fue elegida presidenta de honor de la Organización de Mujeres Caboverdianas (OMCV), con la que siempre mantuvo una estrecha relación.
Pereira ocupó el cargo de primera dama desde 1975 hasta 1991 cuando el presidente Pereira dejó el cargo. Le sucedió en el cargo la segunda primera dama de Cabo Verde, Tuna Mascarenhas.
Tanto Carlina como Aristides Pereira sufrieron problemas de salud durante sus últimos años. En 2009, Pereira padeció una enfermedad de larga duración. En 2010, fue trasladada en avión a Portugal para recibir tratamiento médico. Regresó a Cabo Verde en junio de 2011, ya que, según los informes, deseaba pasar el resto de su vida en su casa en el barrio Prainha de Praia.
El expresidente Aristides Pereira murió en Portugal el 22 de septiembre de 2011, luego de complicaciones de diabetes y cirugía para reparar un fémur roto. Pereira, cuya salud estaba empeorando, murió solo tres meses después, el 11 de diciembre de 2011, en Praia, Cabo Verde, a la edad de 85 años. Le sobrevivieron sus dos hijas, Estela María Pereira y Manuela Pereira.